# Fahne und Wappen des Kantons Wallis

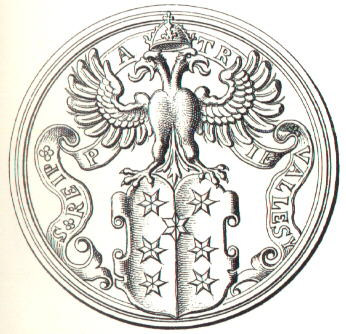
Siegel aus dem Jahr 1582

Wappen aus dem Jahr 1802

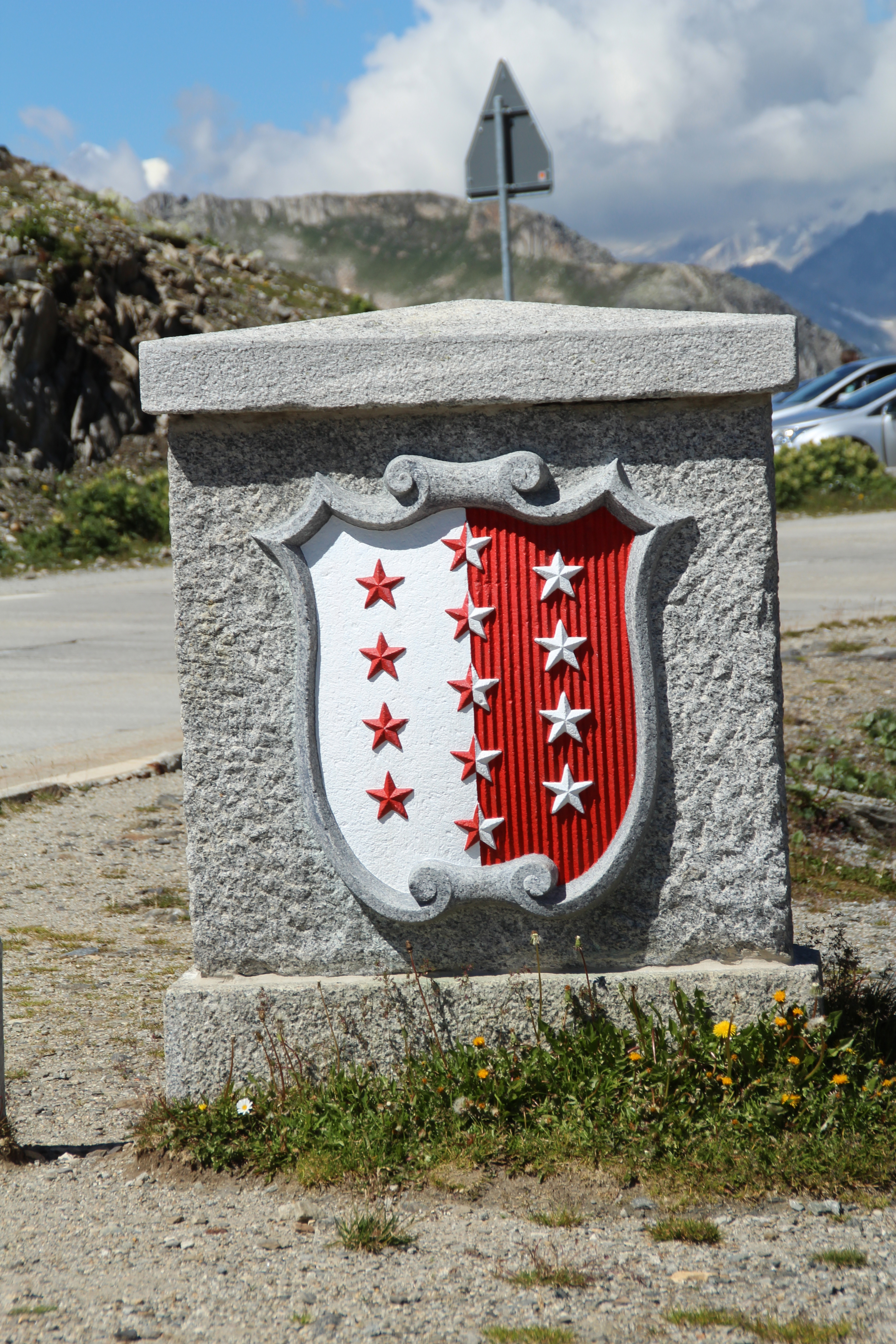
Wappen in heutiger Form auf dem Nufenen-Pass

Die Fahne und das Wappen des Kantons Wallis zeigt zweispaltig auf der heraldisch rechten Seite (vom Betrachter aus gesehen links 1) vier fünfzackige rote Sterne auf weissem Grund, auf der heraldisch linken Seite (vom Betrachter aus gesehen rechts 1) vier ebensolche Sterne weiss auf rotem Grund. Mittseitig sind fünf Sterne halbiert zu sehen, welche je zur Hälfte in den weissen und den roten Grund hineinragen. Die 13 Sterne stehen für die 13 Zehnden oder Bezirke des Kantons.

## Blasonierung
Die offizielle Blasonierung des Wappens lautet:
Gespalten von Silber und Rot mit 13 pfahlweise 4,5,4 gestellten fünfstrahligen Sternen in gewechselten Tinkturen.

## Geschichte
Das Kantonswappen geht auf das von König Rudolf III. im Jahr 999 n. Chr. dem Bistum / der Diözese Sitten zugeteilte Wappen zurück, welches erstmals 1220 schriftlich erwähnt wird.
Seit dem Ursprung zeigt es die Farben Silber und Rot, die Farben wurden nicht mehr angepasst (wenn man von dem üblichen Farbwechsel Silber zu Weiss absieht). 1507 wurde es mit den Sternen zum ersten Mal als Wappen des Kantons nachgewiesen. Dort jedoch waren noch neun Sterne zu sehen, fünf heraldisch links und vier rechts, keine mittseitig halbierten Sterne. Zwischen 1511 und 1519 sind Manuskripte ersichtlich, in welchen Wappen mit sechs Sternen zu sehen sind. Im späteren 16. Jahrhundert variiert die Anzahl der Sterne stark, und zwar in ausnahmslos allen Quellen, es sind 6, 7, 9, 11 und sogar 16 Sterne festgehalten.
Als in den späten Jahren des 16. Jahrhunderts der Kanton Wallis zur Republik wurde, taucht zum ersten Mal der Mitte-Stern auf, es zeigt sieben Sterne mit der Aufteilung 3 links, 1 Mitte, 3 rechts, das offizielle Siegel dieser Zeit stammt aus dem Jahr 1582. In der Mitte des 18. Jahrhunderts wurde das Wappen langsam zur heutigen Form herauskristallisiert. Die sieben Sterne wurden zu 12 erweitert, was den 12 Bezirken des Kantons entsprach. Im Wappen von 1802 sind die 12 Sterne zu sehen.
1810 wurde das Wallis in das napoleonische Frankreich integriert, gehörte bis 1813 nicht mehr zur helvetischen Republik. Nach dem Abzug der französischen Truppen gab die neue französische Republik der Schweiz das Gebiet wieder zurück. Als am 12. Mai 1815 der Kanton Wallis neu gegründet wurde, wurde auch zum ersten Mal das Wappen mit den 13 Sternen enthüllt. Der 13. Stern entsprach dem neuen Bezirk Conthey, Seither wurde das Wappen nicht mehr verändert.

1498 bis 1582
1582 bis 1798 (Republik der Sieben Zenden)
1802 bis 1810 1813 bis 1815